# جون بي. إلكين
جون بي. إلكين هو سياسي أمريكي، ولد في 11 يناير 1860 في West Mahoning Township, Pennsylvania ‏ في الولايات المتحدة، وتوفي في 3 أكتوبر 1915 في فيلادلفيا في الولايات المتحدة. نشط حزبياً في الحزب الجمهوري.